# The San Remo
Il San Remo (The San Remo) è un noto edificio residenziale di New York, situato nell'esclusivo contesto dell'Upper West Side di Manhattan, al 145 e 146 di Central Park West.
Il suo nome è legato alle innumerevoli celebrità dello spettacolo che ivi hanno abitato o abitano tuttora, come Rita Hayworth, Dustin Hoffman e Bono.

## Storia
L'edificio fu progettato dall'architetto Emery Roth nel 1929, poco prima della grande crisi economica e fu completato in circa due anni.
È stato il primo edificio residenziale di Manhattan ad essere caratterizzato da una coppia di torri, ottemperando al piano regolatore dell'epoca che non permetteva di realizzare edifici dalle forme troppo uniformi e squadrate tali da oscurare la vista del cielo e trasformare le vie della città in veri e propri canyon privi di luce. Questo provvedimento stimolò dunque gli architetti a realizzare edifici rastremati o con due o più torri, caratteristica comune ad altri edifici della zona circostante.

## Descrizione

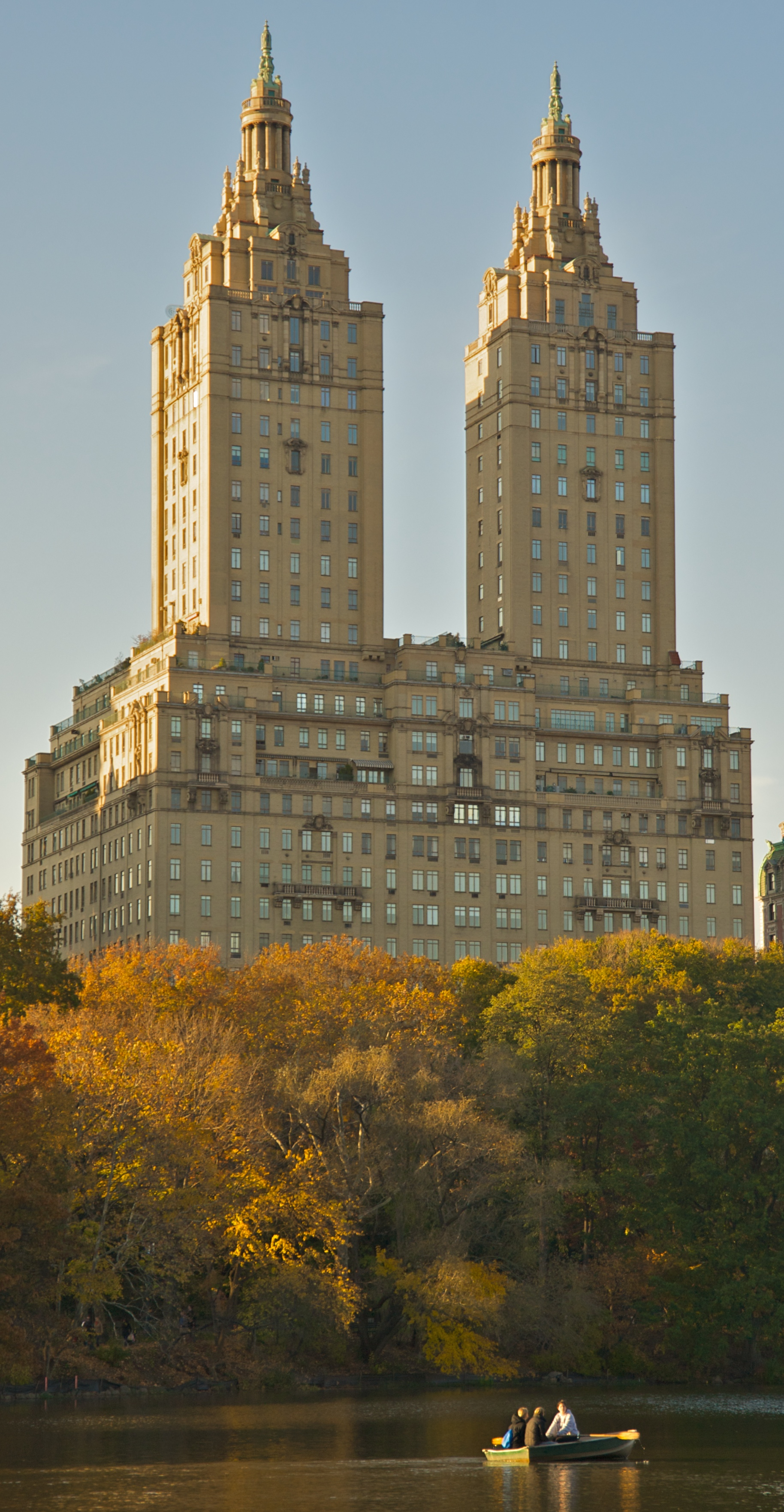
San Remo Apartments, visto da Central Park.

L'edificio, uno dei quattro palazzi dell'Upper West Side affacciati sul parco a presentare due torri gemelle (gli altri sono il Century, il Majestic e l'Eldorado), si eleva per 27 piani su Central Park West, godendo di un privilegiato affaccio sull'omonimo parco ed è caratterizzato da una coppia di torri speculari e identiche che si innalzano per 10 piani ciascuna, al di sopra di un basamento comune di 17 piani. La sommità delle torri è caratterizzata da una struttura cilindrica in stile corinzio che rappresenta una sontuosa riproduzione del Monumento coregico di Lisicrate di Atene.
Il San Remo è uno dei più ambiti e prestigiosi edifici residenziali di Manhattan e prevede complessivamente 136 unità abitative concentrate in gran parte dal dodicesimo piano in su; i piani più bassi sono prevalentemente occupati da studi professionali.

## Residenti illustri
- Dodi Al-Fayed
- Glenn Close
- Rita Hayworth
- Dustin Hoffman
- Donna Karan
- James Levine
- Steve Martin
- Demi Moore
- Tony Randall
- Stephen Sondheim
- Steven Spielberg
- Bono Vox
- Bruce Willis
- Tiger Woods